# Gastronomía de Cachemira
La gastronomía de Cachemira es la cocina que se practica en el valle de Cachemira de la India (parcialmente Pakistán y China). El arroz es el alimento básico de los cachemires y lo ha sido desde la antigüedad. La carne, junto con el arroz, es el alimento más popular en Cachemira. A pesar de ser casta brahmán, la mayoría de hindúes de Cachemira comen carne.

## Platos cachemires
He aquí un listado de platos cachemires:
- Tabakhmaaz: los hindúes de Cachemira comúnmente se refieren a este plato como Qabargah.
- Shab Deg: nabo y carne que se dejan hervir a fuego lento durante la noche.[5]
- Dum Olav/Dum Aloo: yogur, polvo de jengibre, hinojo y otras especias picantes.
- Aab Gosh
- Goshtaba
- Lyader Tschaman
- Runwagan Tschaman, queso cottage en salsa de tomate.
- Riste, albóndigas en curry.
- Nader ti Gaad, pescado cocinado con raíz de loto, un manjar reservado para festines como Herath y Novroze entre otros.
- Machwangan Kormeh, carne cocinada con especias y yogur y principalmente con chiles rojos de Cachemira y de sabor picante.
- Matschgand, albóndigas de cordero en una salsa templada con chiles rojos.
- Waazeh Pulaav
- Monje Haakh kholrabi se considera un manjar.
- Haakh (wosteh haakh, haenz haakh...entre otros) la col rizada es un alimento común en Cachemira y tienen sus propias versiones de cocinar lo mismo con queso cottage, cordero o pollo.
- Mujh Gaad, un plato de rábanos con pescado.
- Dhaniwal Kormeh es cordero cocinado con cilantro o perejil.
- Rogan Josh, un plato a base de cordero, cocinado en una salsa sazonada con cantidades abundantes de chiles de Cachemira (en forma de polvo seco), jengibre (también en polvo), asafétida o cebolla, ajo y laurel, entre otros ingredientes. Debido a la ausencia de cebollas, el yogur se usa como espesante, y también para reducir el calor y unir las especias en la salsa.
- Yakhni, una salsa a base de yogur de cordero sin cúrcuma o chile en polvo. El plato está aromatizado principalmente con hojas de laurel, clavo y semillas de cardamomo. Este es un plato suave y sutil que se come con arroz, a menudo acompañado de un acompañamiento más picante.
- Harissa es una preparación popular de carne hecha para el desayuno, se cocina a fuego lento durante muchas horas, con especias y se revuelve a mano.

### Otras comidas
El valle de Cachemira destaca por su tradición en panadería. En el lago Dal en Cachemira o en el centro de Srinagar abundan los lugares de pan. Los panaderos venden varios tipos de panes con costras doradas cubiertas con semillas de sésamo y amapola. Tsot y tsochvor son pequeños panes redondos cubiertos con semillas de amapola y sésamo, que son crujientes y escamosas, sheermal, baqerkhayn (hojaldre), lavas (pan sin levadura) y kulcha también son populares. Las girdas y las lavas se sirven con mantequilla.
El bakerkhani cachemir tiene un lugar especial en la cocina de Cachemira. Es similar a un naan redondo en apariencia, pero crujiente y en capas, y espolvoreado con semillas de sésamo. Por lo general, se consume caliente durante el desayuno.

### Wazwan

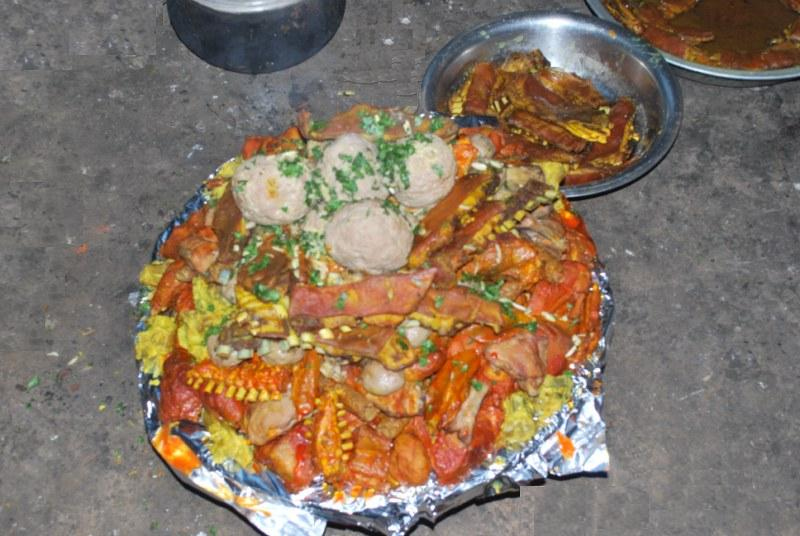
Wazwan.

El wazwan es una comida de varios platos de la tradición musulmana de Cachemira y tratada con gran respeto. Su preparación se considera un arte. Casi todos los platos son a base de carne (cordero, pollo o res, pero nunca pescado). Se considera un sacrilegio servir cualquier plato basado en legumbres durante esta fiesta. El número tradicional de platos para el wazwan es de treinta y seis, aunque puede haber menos. La preparación es tradicionalmente realizada por un vasta waza, o jefe de cocina, con la ayuda de un asistentes de waza o pinche de chefs.
El wazwan es considerado por los musulmanes de Cachemira como un elemento central de su cultura e identidad. Los invitados se agrupan en cuatro para servir al wazwan. La comida comienza con un lavado ritual de manos, mientras se pasa una jarra y un recipiente llamado tasht naèr (tasht-e-naari en urdu y persa) entre los invitados. Una gran fuente llena de montones de arroz, decorada y descuartizada por dos seekh kabab, cuatro trozos de meth maaz, dos tabak maaz, guarnición de costillas a la parrilla y un kokur, un zafrani kokur y un plato de cordero que consiste en un pieza conocida como Danni phol, rociada con algunas semillas de cilantro y melón almizclero, seguida de otros platos como risteh, roganjosh, aab gosht, runwangan tchaman, marchwangan kormeh, aloo bukhara gosht, wazz palak, hindi roganjosh y, por último, pero no menos importante Gushtaab/Gushtaba, incluidos otros. La comida está acompañada de yogur adornado con azafrán de Cachemira, ensaladas, pepinillos y salsas de Cachemira. El wazwan cachemir generalmente se prepara en matrimonios y otros eventos especiales. El arte culinario se aprende a través de la herencia y rara vez se pasa a las relaciones de sangre externas. Eso ha hecho que ciertas familias cocineras de wazwan sean muy prominentes. Los wazwan siguen teniendo una gran demanda durante la temporada de matrimonio de mayo a octubre.

## Bebidas

### Chai cachemir, Noon Chai o Sheer Chai
Los cachemires son grandes bebedores de té (Chai). La palabra noon en el idioma cachemir significa sal. La bebida más popular es un té salado de color rosado llamado noon chai. Está hecho con té negro, leche, sal y bicarbonato de sodio. El color particular del té es el resultado de su método único de preparación y la adición de refrescos. Los hindúes de Cachemira más comúnmente se refieren a este chai como Sheer Chai. Los musulmanes de Cachemira se refieren a él como Noon Chai o Namkeen Chai, ambos significan té salado.
Noon Chai o Sheer Chai es un té de desayuno común en los hogares de Cachemira y se toma con panes como baqerkhani comprados a los Qandur o panaderos. A menudo, este té se sirve en grandes samovares.

### Kahwah
En las fiestas matrimoniales, festivales y lugares religiosos, se acostumbra servir kahwah, un té verde hecho con azafrán, especias y almendras o nueces. Más de 20 variedades de Kahwah se preparan en Cachemira. Algunas personas también le ponen leche al kahwah (mitad leche y mitad kahwah). Este chai también es conocido como Maugal Chai por algunos hindúes de Cachemira de las aldeas más pequeñas de Cachemira. Los musulmanes de Cachemira y los hindúes de Cachemira de las ciudades de Cachemira se refieren a él como Kahwah o Qahwah.

## Lectura complementaria
- «Chor Bizarre». Wazwan. Archivado desde el original el 23 de diciembre de 2005. Consultado el 16 de diciembre de 2005.
- «Kashmiri Cuisine». Kashmiri Cuisine- food and recipes:Mumbai/Bombay pages. 9 de septiembre de 2000. Consultado el 16 de diciembre de 2005.

- Datos: Q2152857
- Multimedia: Cuisine of Kashmir / Q2152857